# Rhodophiala gilliesiana
Rhodophiala gilliesiana,  es una especie  de planta herbácea perenne, geófita, bulbosa, endémica de Chile y Argentina.

## Descripción
Es una planta bulbosa y perennifolia de Mendoza y Neuquén en Argentina

## Taxonomía
Rhodophiala gilliesiana fue descrita por (Herb.) ined.
Sinonimia
- Amaryllis elwesii (C.H.Wright) Traub & Uphof
- Habranthus bagnoldianus var. gilliesianus Herb.
- Habranthus bagnoldii var. gilliesianus Herb.
- Habranthus gilliesianus (Herb.) M.Roem.
- Habranthus mendocinus Phil.
- Hippeastrum elwesii C.H.Wright
- Myostemma elwesii (C.H.Wright) Ravenna
- Myostemma gilliesiana (Herb.) Ravenna
- Rhodophiala elwesii (C.H.Wright) Traub
- Rhodophiala mendocina (Phil.) Ravenna[3]